# Ringhomomorfisme
In de ringtheorie, een deelgebied van de abstracte algebra, een deelgebied van de wiskunde, is een ringhomomorfisme een functie tussen twee ringen die de operaties van optellen en vermenigvuldigen respecteert.

## Definitie
Een ringhomomorfisme tussen de ringen {\displaystyle (R,+_{R},*_{R})} en {\displaystyle (S,+_{S},*_{S})} is een afbeelding {\displaystyle h\colon R\to S} zodanig dat voor alle {\displaystyle a,b\in R} geldt:
- {\displaystyle h(a+_{R}b)=h(a)+_{S}h(b)}
- {\displaystyle h(a*_{R}b)=h(a)*_{S}h(b)}

Als men eist dat de ringen een eenheidselement (multiplicatieve identiteit) hebben, wordt meestal als extra voorwaarde geëist dat de eenheidselementen {\displaystyle 1_{R}} en {\displaystyle 1_{S}} op elkaar worden afgebeeld:
- {\displaystyle h(1_{R})=1_{S}}

De compositie van twee ringhomomorfismen is zelf ook een ringhomomorfisme. Hieruit volgt dat de klasse van alle ringen een categorie vormt met ringhomomorfismen als de morfismen (zie het artikel over de categorie van ringen).

## Eigenschappen
Voor een ringhomomorfisme {\displaystyle h\colon R\to S} gelden de volgende eigenschappen.
- {\displaystyle h} beeldt het nulelement {\displaystyle 0_{R}} van {\displaystyle R} af op het nulelement {\displaystyle 0_{S}} van {\displaystyle S}:

{\displaystyle h(0_{R})=0_{S}}
- Het beeld van de tegengestelde van een element {\displaystyle r\in R} is de tegengestelde van het beeld:

{\displaystyle h(-r)=-h(r)}
- Het beeld van een eenheid {\displaystyle u\in R} is een eenheid van {\displaystyle S}, en

{\displaystyle h(u^{-1})=(h(u))^{-1}}
{\displaystyle h} induceert dus een homomorfisme van de eenhedengroep van {\displaystyle R} naar de eenhedengroep van {\displaystyle S}.
- Het beeld {\displaystyle h(R)} is een deelring van {\displaystyle S}
- De kern {\displaystyle N(R)} is een ideaal in {\displaystyle R}.
- Als er een ringhomomrfisme {\displaystyle h\colon R\to S} bestaat, is de karakteristiek van {\displaystyle S} een deler van de karakteristiek van {\displaystyle R}. Deze eigenschap kan soms gebruikt worden om aan te tonen dat er geen ringhomomrfisme bestaat tussen twee gegeven ringen.
- Als {\displaystyle R} een delingsring (Ned) / lichaam (Be) is en {\displaystyle S} is niet de nulring, is {\displaystyle h} injectief.
- Als {\displaystyle R} en {\displaystyle S} beide lichamen (Ned) / velden (Be) zijn,  is het beeld {\displaystyle h(R)} een deellichaam/deelveld van {\displaystyle S} en kan {\displaystyle S} opgevat worden als een uitbreiding van {\displaystyle R}.
- Als {\displaystyle R} en {\displaystyle S} beide commutatief zijn en {\displaystyle I} is een ideaal in {\displaystyle S}, is het origineel {\displaystyle h^{-1}(I)} van {\displaystyle I} een ideaal in {\displaystyle R}.
- Als {\displaystyle R} en {\displaystyle S} beide commutatief zijn en {\displaystyle P} is een priemideaal in {\displaystyle S}, is het origineel {\displaystyle h^{-1}(P)} van {\displaystyle P} een priemideaal in {\displaystyle R}.
- Als {\displaystyle R} en {\displaystyle S} beide commutatief zijn en {\displaystyle h} is surjectief, dan is het origineel {\displaystyle h^{-1}(M)} van een imaximaal ideaal {\displaystyle M} in {\displaystyle S} een maximaal ideaal in {\displaystyle R}.
- Als {\displaystyle R} en {\displaystyle S} beide commutatief zijn en {\displaystyle S} is een  integriteitsdomein, dan is de kern {\displaystyle N(h)} een priemideaal in {\displaystyle R}.
- Als {\displaystyle R} en {\displaystyle S} beide commutatief zijn en {\displaystyle S} is een lichaam/veld en {\displaystyle h} is surjectief, dan is de kern {\displaystyle N(h)} een maximaal ideaal in {\displaystyle R}.

## Voorbeelden
- De afbeelding {\displaystyle \mathbb {C} \to \mathbb {C} ;z\mapsto {\bar {z}}} die aan een complex getal z'n complex geconjugeerde toevoegt, is een ringhomomorfisme.
- De afbeelding {\displaystyle \varphi \colon \mathbb {Z} \to \mathbb {Z} /n\mathbb {Z} } van de gehele getallen naar de gehele getallen modulo {\displaystyle n} met {\displaystyle \varphi (a)=a{\bmod {n}}} is een ringhomomorfisme.